# Судзуки, Микуру
Судзуки Микуру (яп. 鈴木未来 Suzuki Mikuru; род. 5 февраля 1982, Япония) — японская дартсменка, чемпионка мира BDO среди женщин (2019).

## Карьера
Титул чемпионки мира BDO (2019) Судзуки получила на своем дебютном чемпионате мира. Бывший профессиональный дартсмен и нынешний эксперт Крис Мейсон Крис Мейсон заявил о победе Судзуки на чемпионате мира BDO 2019 на Eurosport: «Она — Фил Тейлор женского дартса. Он поднял планку для мужчин, её победа — это то же самое для женской игры».